# 田中宏明 (俳優)
田中 宏明（たなか ひろあき、1992年5月23日 - ）は、日本の俳優。
熊本県出身。幸福の科学母体のARI Production所属。身長176cm。

## 略歴
1992年5月に福岡県に生まれる。熊本県育ち。
2020年9月11日、映画『夜明けを信じて。』 公開前イベントが、東京・大井町のきゅりあん大ホールで開催された。主役の一条悟演じる田中宏明、ほか千眼美子、長谷川奈央、総合プロデューサーを務めた竹内久顕が登壇し、トーク&主題歌、挿入歌を披露した。

## 出演

### 映画
- 幸せになる選択（2017年、日大芸術学部制作）- 沢田太一 役
- 七つの会議（2019年、東宝、福澤克雄監督）[2]
- 僕の彼女は魔法使い（2019年、幸福の科学出版製作、日活、清田英樹監督）- 結婚式場スタッフ役
- 世界から希望が消えたなら。（2019年、幸福の科学出版製作、日活、赤羽博監督）- 医師役
- 心霊喫茶「エクストラ」の秘密-The Real Exorcist-（2020年、幸福の科学出版製作、日活、小田正鏡監督）佐藤先生 役
- 夜明けを信じて。（2020年10月16日、幸福の科学出版製作、日活、赤羽博監督）主演・一条悟 役
- 愛国女子—紅武士道（2022年2月18日、幸福の科学出版製作、日活、赤羽博監督）メインキャスト 高山悟志 役[5]
- ニ十歳に還りたい。（2023年9月29日、幸福の科学出版製作、日活、赤羽博監督）主演・寺沢一徳 役

### ドラマ
- サバイバル・ウェディング（2018年、NTV）[2]

### ナレーション
- 映画「心に寄り添う。」音声ガイド（2018年、ARI Production）

### 雑誌
- 幸福の科学系雑誌「アー・ユー・ハッピー?」2020年10月号 - 表紙・インタビュー記事[6]
- 幸福の科学系雑誌「ザ・リバティ」2020年10月号 - インタビュー記事[7]

## 作品

### CD、音楽配信
- 「Immortal Hero 不死身の英雄 -another version-」（2019年、映画『世界から希望が消えたなら。』挿入歌）オリジナル・サウンドトラック収録 C481 音楽配信にて個別配信あり。
- 「ただ一人往く」（2020年、映画『夜明けを信じて。』主題歌）シングルCD:C497
- 「自助論で行こうよ」（2020年、エンゼル精舎応援歌）シングルCD:C511
- 「エル・カンターレの歌」（2021年、エンゼル精舎）シングルCD:C518
- 「青春の卵」（2021年、『詩集 青春の卵』楽曲シリーズ）シングルCD:C2015
- 「始まりのイエス」（2021年、映画『宇宙の法-エローヒム編-』イメージソング2）カップリングCD:C9003
- 「海洋学者のように」（2021年、『青春詩集　愛のあとさき』楽曲シリーズ）カップリングCD:C2021
- 「さあ、お絵かきをしようよ。」（2021年、エンゼル精舎）シングルCD:C2031
- 「Inspiration」（2022年、映画『愛国女子—紅武士道』挿入歌）OST収録 C2037
- 「愛と哲学」（2022年、『青春詩集 愛のあとさき』楽曲シリーズ第4集「愛の星」）
- 「呪いの時代」（2022年、映画『呪い返し師—塩子誕生』挿入歌）OST収録 C2051
- 「一隅を照らせ」（2022年、『青春詩集 愛のあとさき』楽曲シリーズ第5集「主なる神を讃える歌」）